# Trùm tư bản
Trùm tư bản (tiếng Anh: business magnate) hay còn gọi là tài phiệt (tycoon), là một người đã đạt được khối tài sản kếch xù thông qua việc sở hữu nhiều ngành nghề kinh doanh.
Thuật ngữ này đặc trưng đề cập đến một doanh nhân hoặc nhà đầu tư quyền lực, người kiểm soát, thông qua quyền sở hữu doanh nghiệp cá nhân hoặc vị trí cổ phần chi phối, một công ty hoặc ngành có hàng hóa hoặc dịch vụ được tiêu thụ rộng rãi.
Những cá nhân như vậy đã được biết đến với nhiều thuật ngữ khác nhau trong suốt lịch sử, chẳng hạn như các nhà công nghiệp, trùm tư bản vô đạo, người điều hành một cơ sở công nghiệp lớn, Sa hoàng, ông trùm, đầu sỏ, tài phiệt hoặc taipan (giám đốc điều hành, một người nước ngoài đang đứng đầu một doanh nghiệp ở Trung Quốc.)

## Từ nguyên

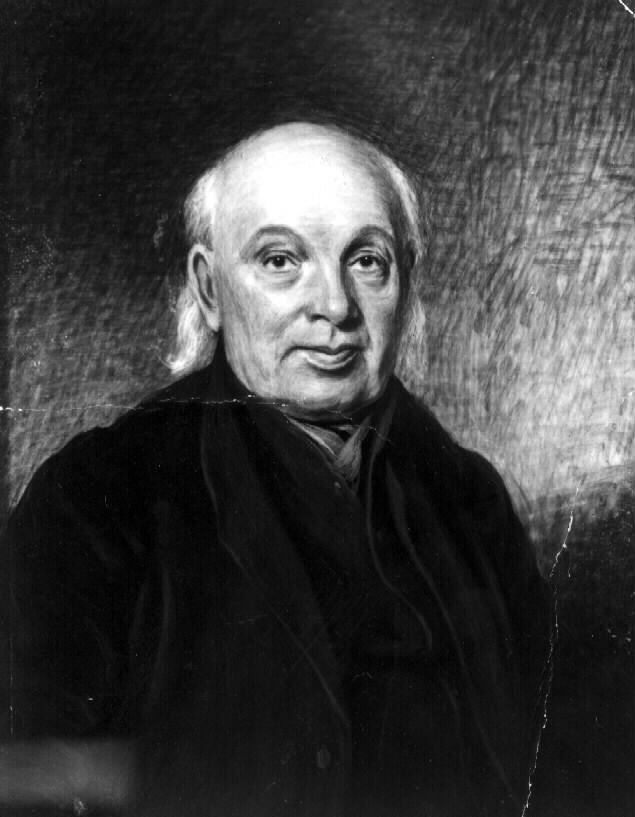
James Finlayson (1771–1852), một nhà công nghiệp, thành viên của Giáo Hữu Hội người Scotland, được biết đến nhiều nhất với tư cách là người sáng lập Finlayson.

Thuật ngữ magnate bắt nguồn từ magnates (số nhiều của magnas) trong tiếng Latinh, có nghĩa là "người vĩ đại" hoặc "nhà quý tộc vĩ đại".
Thuật ngữ mogul là từ viết sai trong tiếng Anh của từ gốc mughal, tiếng Ba Tư hoặc tiếng Ả Rập có nghĩa là "Mông Cổ".
Nó ám chỉ đến các hoàng đế của Đế chế Mughal ở Ấn Độ thời Trung cổ, những người sở hữu quyền lực to lớn và sự giàu có có khả năng tạo ra những kỳ quan sang trọng như Taj Mahal.
Thuật ngữ tycoon (nghĩa là ông trùm) bắt nguồn từ từ tiếng Nhật taikun (大君), có nghĩa là "lãnh chúa vĩ đại", được sử dụng làm danh hiệu cho shōgun. 
Từ này du nhập vào ngôn ngữ tiếng Anh vào năm 1857 khi Matthew Calbraith Perry là Phó Đề đốc của Hải quân Hoa Kỳ quay về từ Nhật Bản. Tổng thống Mỹ Abraham Lincoln được các trợ lý John Nicolay và John Hay gọi một cách hài hước là Tycoon. Thuật ngữ này lan rộng đến cộng đồng doanh nghiệp, được sử dụng phổ biến kể từ đó.

## Ứng dụng của thuật ngữ
Các ông trùm kinh doanh hiện đại là những doanh nhân tự mình tích lũy hoặc nắm giữ khối tài sản gia đình đáng kể trong quá trình xây dựng hoặc điều hành doanh nghiệp của riêng họ.
Một số được biết đến rộng rãi liên quan đến các hoạt động kinh doanh này, những người khác thông qua các hoạt động thứ cấp rất dễ thấy như quỹ từ thiện, gây quỹ chính trị và tài trợ cho chiến dịch cũng như quyền sở hữu hoặc tài trợ cho các đội thể thao.
Những thuật ngữ mogul, tycoon và  baron (tạm dịch nghĩa bóng là nhà đại tư bản; vua của một ngành kinh doanh) thường được áp dụng cho các ông trùm kinh doanh ở Bắc Mỹ vào cuối thế kỷ 19 và đầu thế kỷ 20 trong các ngành công nghiệp khai thác như khai khoáng, khai thác gỗ và dầu khí, các lĩnh vực vận tải như vận tải biển và đường sắt, sản xuất như ô tô và luyện thép, trong ngân hàng, chẳng hạn như cũng như xuất bản báo chí.
Sự thống trị của họ được biết đến với cái tên Cuộc cách mạng công nghiệp lần thứ hai, Thời đại phồn vinh giả tạo hay Thời vàng son của Hoa Kỳ (tiếng Anh: Gilded Age), Kỷ nguyên của Trùm tư bản vô đạo.
Ví dụ về các ông trùm kinh doanh ở thế giới phương Tây bao gồm các nhân vật lịch sử như ông trùm dầu mỏ John D. Rockefeller, nhà tiên phong ô tô Henry Ford, các cựu chiến binh vận tải biển và đường sắt Aristotle Onassis, Cornelius Vanderbilt, Leland Stanford, Jay Gould và James J. Hill, nhà sáng tạo thép Andrew Carnegie , nhà xuất bản báo William Randolph Hearst, thương gia bán lẻ Sam Walton, và chủ ngân hàng J. P. Morgan. Các ông trùm công nghiệp đương thời bao gồm tỷ phú trong lĩnh vực thương mại điện tử Jeff Bezos, nhà đầu tư Warren Buffett, tỷ phú Bill Gates, nhà sáng tạo công nghệ Steve Jobs, chủ sở hữu truyền thông Sumner Redstone, nhà đầu tư thép Lakshmi Mittal, nhà đầu tư viễn thông Carlos Slim, người sáng lập Tập đoàn Virgin Group Richard Branson, tỷ phú Elon Musk, ông trùm đường đua F1 Bernie Ecclestone, doanh nhân truyền thông Rupert Murdoch và nhà công nghệ gia cầm Frank Perdue.